# Dominion du Pakistan
1947–1956
Entités précédentes :
- Raj britannique

Entités suivantes :
- République islamique du Pakistan

Le dominion du Pakistan est l'État fédéral créé à la partition des Indes et dont le territoire correspond aujourd'hui au Pakistan et au Bangladesh. Il a existé du 14 août 1947 au 23 mars 1956.
Quand la domination coloniale britannique a pris fin en 1947, l'empire des Indes a été divisé en deux dominions : le dominion de l'Inde et le dominion du Pakistan. Créés par l’Indian Independence Act de 1947 du parlement du Royaume-Uni, ces deux États ont existé jusqu'à l'adoption de leurs constitutions respectives en faisant des républiques. Le Pakistan a adopté sa constitution en 1956.
Avant 1956, le monarque britannique demeurait chef d'État du Pakistan et était représenté par un gouverneur général. Muhammad Ali Jinnah, appelé Qaid-e-Azam (« Grand leader »), fut le premier gouverneur général du Pakistan. À la différence de ce qui se faisait dans les autres dominions, il exerça au Pakistan un réel pouvoir politique.

## Contexte: la partition des Indes
Sous le Raj britannique, l'Inde fait face à un mouvement d'indépendance de la part du Congrès national indien qui conduit à l'indépendance du pays le 14 août 1947. De son côté, une partie de l'élite musulmane avait formée en 1906 la Ligue musulmane pour représenter les intérêts des musulmans du sous-continent indien. Estimant ces derniers non pris en compte par le Congrès, la ligue se reporte progressivement vers la création d'un État pour les musulmans. Ceci conduit au mouvement pour la création du Pakistan alors que la Ligue inscrit dans ses objectifs la fondation d'un pays souverain lors de la résolution de Lahore en 1940. L'Assemblée constituante indienne se divise en juin 1947 et le 11 août 1947, l'Assemblée constituante pakistanaise élit Muhammad Ali Jinnah en tant que Gouverneur général.

## Historique

### Morts de Jinnah et Liaquat Khan
Le Pakistan naît avec à sa tête Muhammad Ali Jinnah en tant que Gouverneur général tandis que Liaquat Ali Khan prend le poste de Premier ministre. Le premier se voit comme le principal détenteur du pouvoir politique, contrairement à ce qui se fait en Inde. Dans un discours de février 1948, Jinnah annonce la volonté de créer une démocratie islamique. Toutefois, Liaquat Ali Khan va prendre de plus en plus d'importance alors que la santé de Jinnah décline progressivement, avant qu'il ne meurt le 11 septembre 1948. Le Premier ministre devient alors l'homme le plus important du pouvoir, le successeur de Jinnah Khawaja Nazimuddin le laissant gouverner. Cependant, Liaquat Ali Khan est assassiné le 16 octobre 1951.

### Sous Ghulam Muhammad
À la mort de Liaquat Ali Khan en 1951, le gouverneur général Khawaja Nazimuddin le remplace au poste de Premier ministre tandis que Malik Ghulam Muhammad lui succède en tant que gouverneur général. Ghulam Muhammad va alors prendre l'ascendant au sein du couple exécutif, qui est par ailleurs alors composé avec les deux parties du pays : l'ouest du Pakistan (actuel Pakistan) et le Bengale oriental qui deviendra le Bangladesh en 1971. Nazimuddin fait une nouvelle proposition de Constitution en 1952 et prévoit notamment la parité entre les deux parties du pays à la chambre haute du Parlement. Cette mesure est rejetée par les membres pendjabis de la Ligue musulmane et Nazimuddin est démis de ses fonctions par son gouverneur général Ghulam Muhammad le 21 janvier 1953.
Le nouveau Premier ministre Muhammad Ali Bogra met en place le programme One Unit en 1954, qui vise à souder toutes les provinces de l'ouest en une seule, afin d'assurer la symétrie entre les deux parties du pays qui deviennent deux provinces, le Pakistan occidental et le Pakistan oriental. L'homme réussit à faire avancer une nouvelle proposition de constitution, mais elle est rejetée par Ghulam Muhammad qui dissout l'Assemblée constituante en 1955.

### Adoption de la première constitution

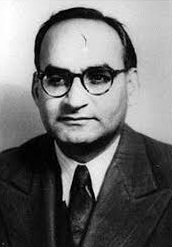
Le Premier ministre Chaudhry Muhammad Ali.

Alors qu'une nouvelle Assemblée constituante est mise sur pied en 1955, la santé du gouverneur général Malik Ghulam Muhammad décline et il est remplacé par Iskander Mirza. Le nouveau Premier ministre Chaudhry Muhammad Ali mène alors les consultations pour établir la nouvelle constitution et un projet est adopté dès le début de l'année 1956. Celle-ci met en place un régime en théorie parlementaire, mais accorde des pouvoirs non négligeables au président de la république. Le projet constitutionnel est présenté à l'Assemblée le 9 janvier 1956 et approuvé le 29 février. Il entre en vigueur le 23 mars 1956 avec le même couple exécutif au pouvoir, mettant fin au régime du dominion,.

## Système politique
Le système politique en vigueur sous le dominion du Pakistan est celui d'un État souverain de fait, contrairement à ce que prévoit théoriquement le statut de dominion. La reine Élisabeth II reste donc théoriquement le souverain du pays. C'est la loi sur l'indépendance indienne de 1947 qui crée ce régime, un système transitoire censé durer uniquement le temps que la première constitution soit adoptée. Le poste de gouverneur général est globalement le plus stratégique, étant d'abord occupé par le père de la nation Muhammad Ali Jinnah, et alors que celui-ci est cumulé avec le rôle de président de l'Assemblée constituante. Son successeur laisse toutefois une grande place au Premier ministre Liaquat Ali Khan. À partir de 1951, les gouverneurs généraux Malik Ghulam Muhammad et Iskander Mirza jouent toutefois un important rôle politique. Tandis que l'Assemblée constituante pakistanaise est chargée d'écrire la première Constitution, notamment grâce au « Comité des principes fondamentaux » (Basic Principles Committee), le gouvernement repose sur l'Assemblée, bien que le partage des pouvoirs est en réalité flou. Ce système transitoire va finalement durer un peu moins de neuf ans, alors que le travail constituant patine. À l'inverse, l'Inde avait adopté sa première Constitution dès le 26 janvier 1950, faisant durer moins de trois ans son régime de dominion.